# پسر آبی‌پوش (فیلم ۱۹۸۶)
پسر آبی‌پوش (به انگلیسی: The Boy in Blue) یک فیلم سینمایی کانادایی در ژانر درام، ورزشی محصول سال ۱۹۸۶ میلادی به کارگردانی چارلز جاروت و با بازی نیکلاس کیج است. داستان این فیلم براساس یک داستان واقعی در مورد زندگی اسکولر تورنتو ناد هانلان ساخته شده است .

## بازیگران
- نیکلاس کیج در نقش ند هانلان
- Cynthia Dale در نقش مارگارت
- کریستوفر پلامر در نقش ناکس
- شان سالیوان در نقش والتر
- دیوید ناتن در نقش بیل
- ملودی اندرسون در نقش دولسی
- جف وینکات در نقش رایلی[۲][۳]